# Carl Forssell (fäktare)
Carl Otto Forssell, född 25 oktober 1917 i Stockholm, död 28 november 2005 i Ängelholm, var en svensk läkare och fäktare. Han var son till professor Carl Forssell och dotterson till professor Otto Torell.
Han blev olympisk bronsmedaljör i London 1948 och olympisk silvermedaljör i Helsingfors 1952.